# Urgleptes dorotheae
Urgleptes dorotheae là một loài bọ cánh cứng trong họ Cerambycidae.